# Meilerhütte
Die Meilerhütte ist eine Schutzhütte der Kategorie I der Sektion Garmisch-Partenkirchen des Deutschen Alpenvereins (DAV). Sie liegt im Wettersteingebirge auf 2372 m ü. NHN, ist von Mitte Juni bis Anfang Oktober bewirtschaftet und verfügt über 81 Schlafplätze. Die unmittelbar neben der Neuen Meilerhütte stehende Alte Meilerhütte ist Eigentum der Sektion Bayerland und dient während der unbewirtschafteten Zeit als Winterraum (6 Lager und Matratzen). Vom Schachen aus gibt es eine Materialseilbahn zur Hütte.

## Lage
Die Meilerhütte befindet sich direkt auf dem Grat im Dreitorspitzgatterl, unmittelbar am Wettersteinkamm, der dort die Grenze zwischen Tirol und Bayern bildet. Gleich südöstlich, nur ein wenig unterhalb, befindet sich das Leutascher Platt, das auch im Sommer noch teilweise vereist ist. Die Hütte liegt weit entfernt von Tälern und Bergbahnen.

## Zugänge
- Von Elmau über
  - die Wettersteinalm und
  - den Schachen in zirka 5 Stunden oder
  - den versicherten Steig durch die Hirschbichlschlucht und das Angerloch in 4 bis 4½ Stunden.
- Von Garmisch-Partenkirchen (Skistadion) über
  - die Partnachklamm, den Kälbersteig und den Schachen in 5½ Stunden.
  - die Partnachklamm, das Reintal, das Teufelsgsaß und den Schachen in 5 bis 6 Stunden.
- Von Leutasch
  - durch das Bergleintal in 4½ Stunden oder
  - über den Söllerpass mit Kletterei im Schwierigkeitsgrad I in 4½ Stunden.

## Übergänge
Zum Schachenhaus (1½ Stunden), zur Oberreintal- (Selbstversorger, 2½ Stunden) und Reintalangerhütte (4½ Stunden) sowie zum Kreuzeckhaus.

## Gipfel
- Törlspitzen, 10 Minuten, gesicherter Steig (Trittsicherheit erforderlich); diese Gipfel (vor allem die Westliche Törlspitze) bilden den Hüttenberg[1]
- Partenkirchener Dreitorspitze, Westgipfel (2633 m), Hermann-von-Barth-Weg etwa 1 Stunde, Klettersteigpassagen (alpine Erfahrung, Trittsicherheit und Schwindelfreiheit erforderlich!)
- Leutascher Dreitorspitze (2682 m) (steile Schneerinne mit Kletterei, Schwierigkeitsgrad II)
- Partenkirchener-Dreitorspitze-Überschreitung (3 Stunden, Klettertour stellenweise Schwierigkeitsgrad III, sonst Grad II)
- Musterstein (2478 m) über Angerlloch und Hirschbichlsattel (I, teilweise weglos) oder über Westgrat 2 Stunden Klettertour mit Schwierigkeitsgrad II bis III.

Darüber hinaus gibt es in der Umgebung viele Klettertourmöglichkeiten wie die Wetterstein-Südwand, die Törlspitzen, den Bayerländerturm, den Partenkirchener-Dreitorspitz-Ostgipfel mit den Schwierigkeitsgraden IV bis VI.

## Bilder

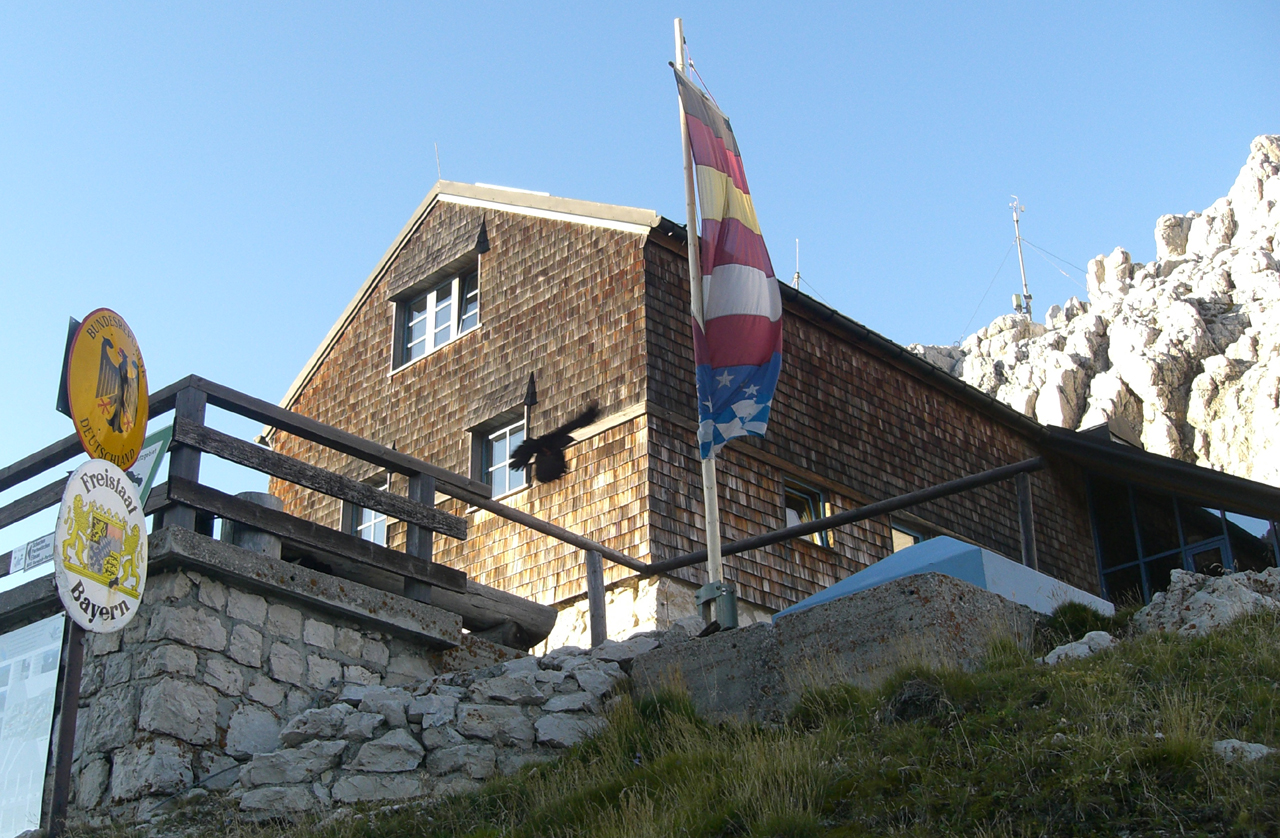
Meilerhütte von Süden
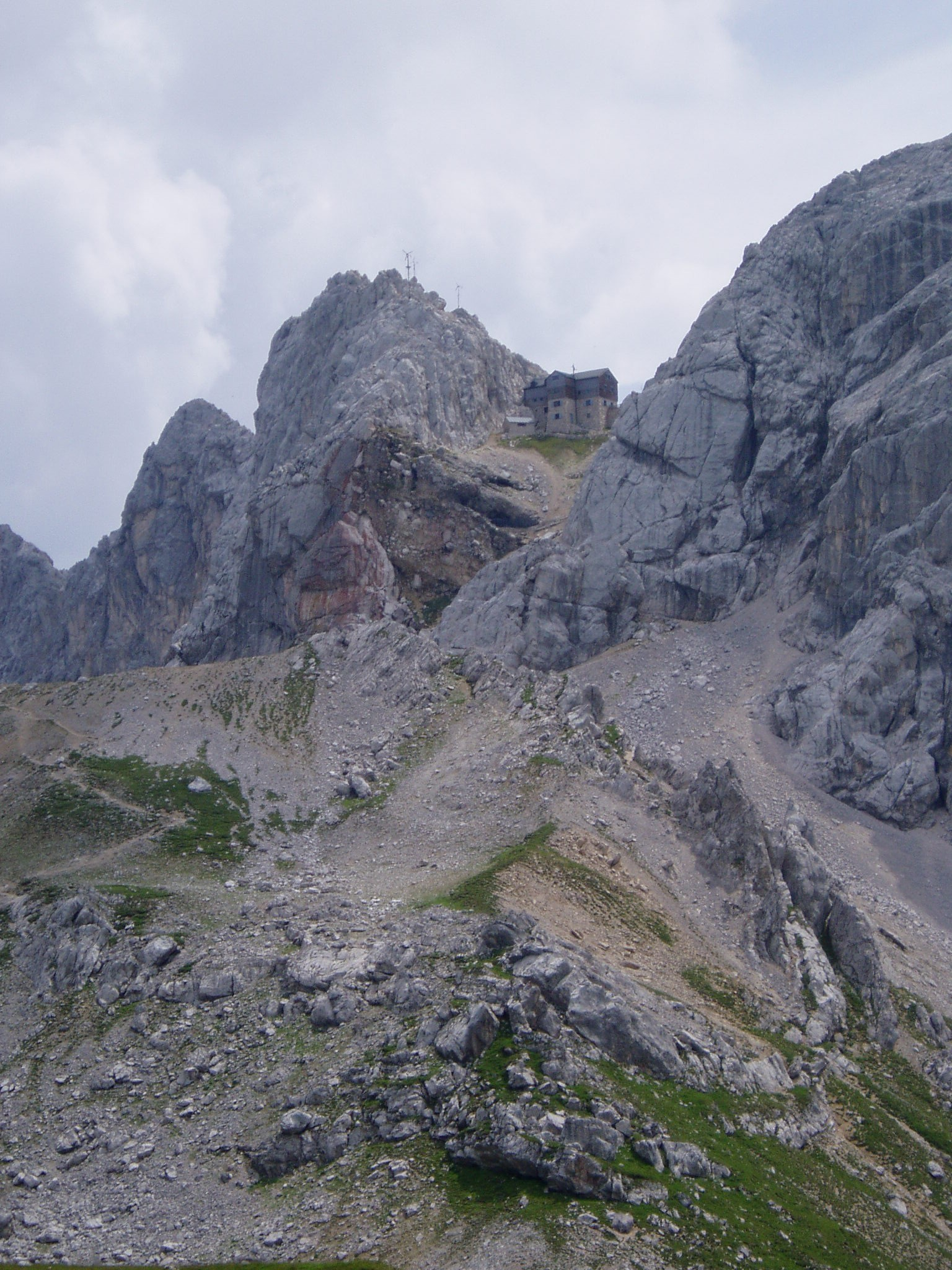
Meilerhütte vom Frauenalpl
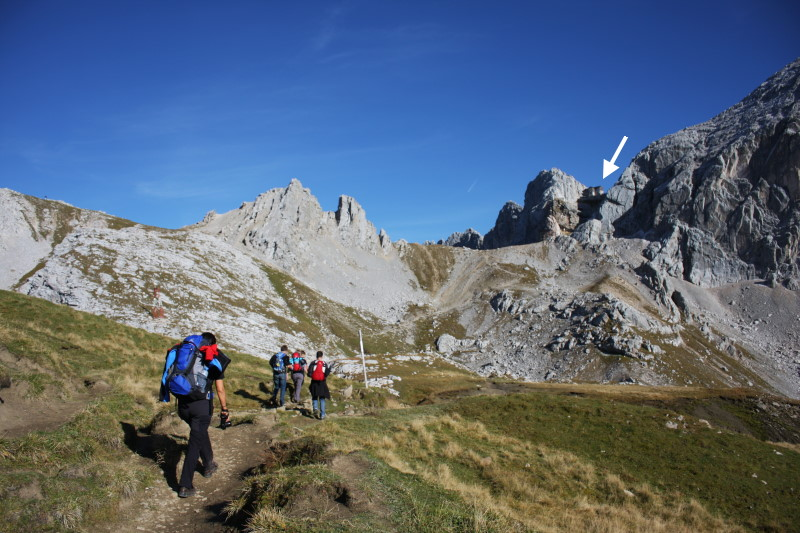
Aufstieg zur Meilerhütte
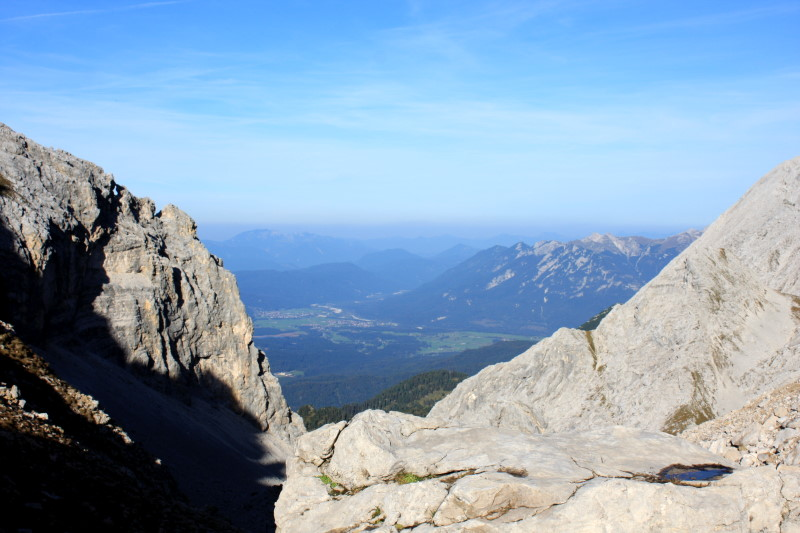
Aufstieg: Blick auf den letzten Höhenmetern in Richtung Garmisch-Partenkirchen

## Karte
- Alpenvereinskarte 1:25.000, Blatt BY 8, Wettersteingebirge – Zugspitze